# 1686

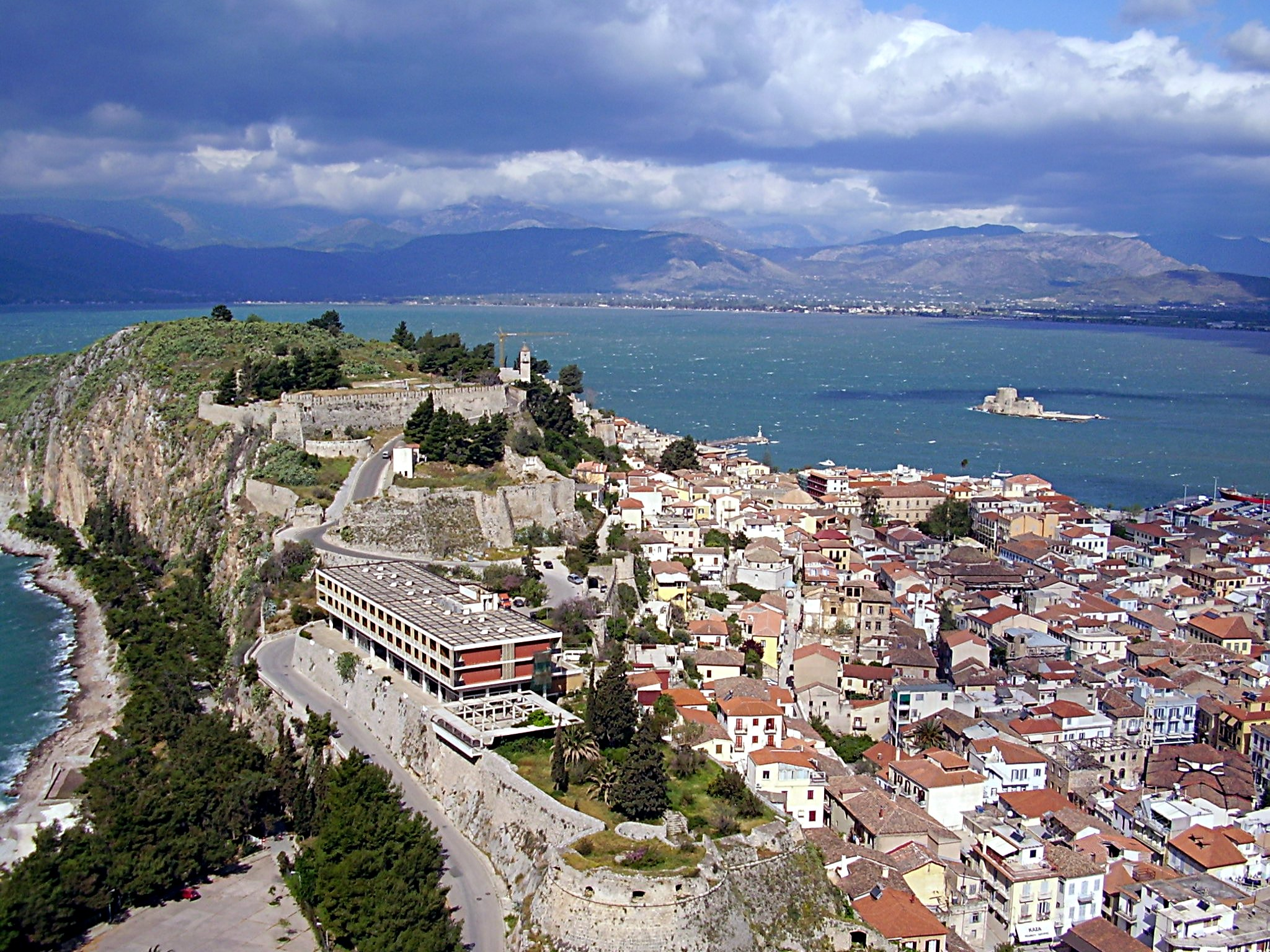
Nauplion

Het jaar 1686 is het 86e jaar in de 17e eeuw volgens de christelijke jaartelling.

## Gebeurtenissen
februari
- februari - De opstandeling Soerapati weet de aanvoerder van het Nederlandse garnizoen in Mataram samen met een groot deel van diens troepen, te doden. Amangkoerat II van Mataram benoemt hem daarop tot aanvoerder van zijn lijfwacht, en geeft hem bovendien een van zijn dochters ten huwelijk.

maart
- 20 - De Congregatie voor de Geloofsleer van de Rooms-Katholieke Kerk spreekt een krachtige veroordeling uit van de Trans-Atlantische slavenhandel.

april
- 28 - Publicatie van het eerste deel van Principia mathematica door Isaac Newton.

mei
- 6 - Door de Eeuwige Vrede van 1686 tussen Rusland en Polen-Litouwen treedt Rusland toe tot de anti-Turkse alliantie en belooft het, geen eenzijdige vrede met de sultan te zullen sluiten.

juli
- 9 - De keizer richt de Liga van Augsburg op om de Palts te beschermen tegen de Fransen. In een opvolgingsgeschil eist de Franse koning Lodewijk XIV de Palts op voor zijn schoonzuster Elisabeth Charlotte van de Palts.

augustus
- augustus - De rijksstad Hamburg wordt belegerd door de Deense koning Christiaan V. Het beleg duurt 21 dagen en wordt afgebroken als de stad Hamburg hulp krijgt van Brandenburg en Brunswijk-Lüneburg.

september
- 2 - Een keizerlijk leger onder leiding van hertog Karel V van Lotharingen en Maximiliaan II Emanuel van Beieren verovert na een zwaar beleg de stad Boeda.

november
- 12 - Sint-Maartensvloed in Groningen.

december
- 31 - De eerste hugenoten hijsen de zeilen om van Frankrijk naar Kaap de Goede Hoop te zeilen. Daar zullen ze later de Zuid-Afrikaanse wijnindustrie opstarten met de wijnen die ze op hun reis meenamen.

datum onbekend
- Een Venetiaans leger onder Francesco Morosini herovert Nauplion op de Turken.

## Muziek
- Eerste uitvoering van het ballet Ballet de la jeunesse van de Franse componist Michel-Richard Delalande

## Bouwkunst

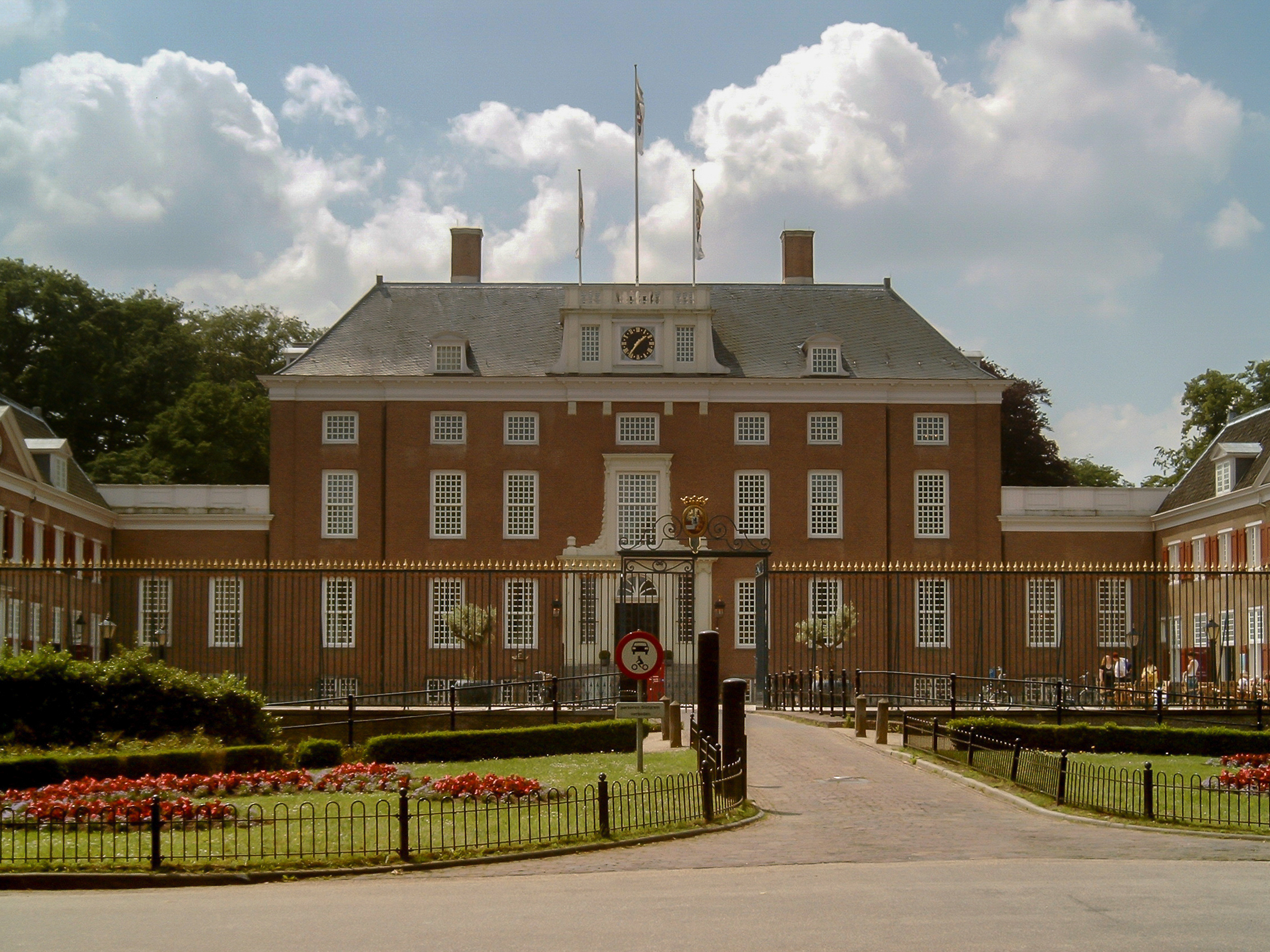
Slot Zeist (gereed 1686) Jacob Roman
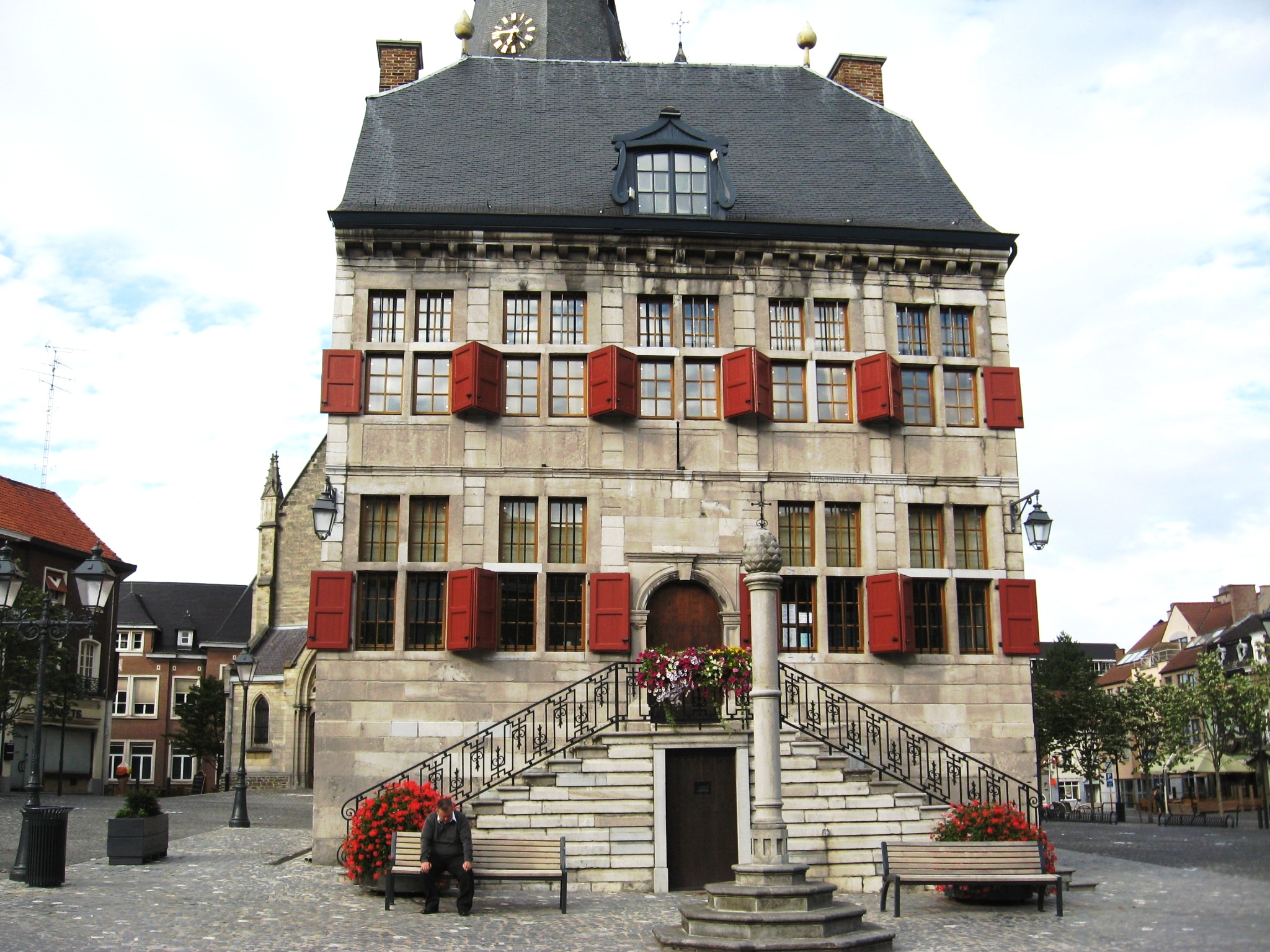
Stadhuis Bilzen (1686)
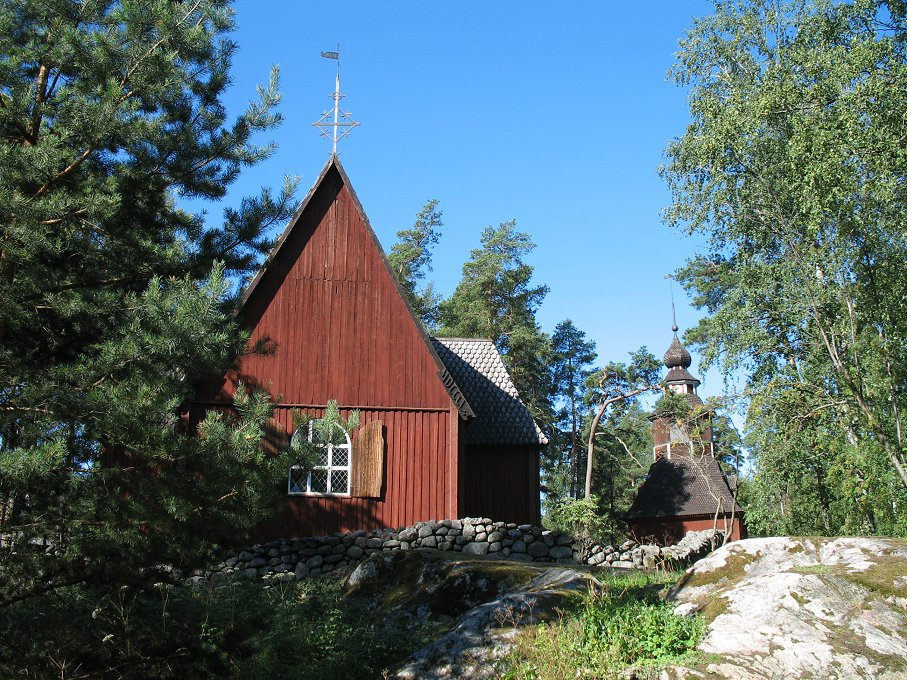
Karuna museum-kerk, Finland (1686)

## Geboren
april
- 25 - Jan Jiří Benda, Boheems componist en organist (overleden 1757)

mei
- 8 - Maria Albertina van Nassau-Usingen, regentes van Ortenburg (overleden 1768)
- 24 - Gabriel Fahrenheit, Duits natuurkundige (overleden 1736)

augustus
- 19 - Nicola Porpora, Italiaans componist (overleden 1768)

## Overleden
november
- 11 - Otto von Guericke (83), Duits natuurkundige